# Cymothoe poensis
Cymothoe poensis är en fjärilsart som beskrevs av Holland 1920. Cymothoe poensis ingår i släktet Cymothoe och familjen praktfjärilar. Inga underarter finns listade i Catalogue of Life.